# Ideato South
Ideato South è una delle ventisette aree a governo locale (local government areas) in cui è suddiviso lo stato di Imo, in Nigeria. Estesa su una superficie di 88 chilometri quadrati, conta una popolazione di 159.879 abitanti.